# 岐阜県医師会
座標: 北緯35度23分23秒 東経136度43分26.5秒 / 北緯35.38972度 東経136.724028度

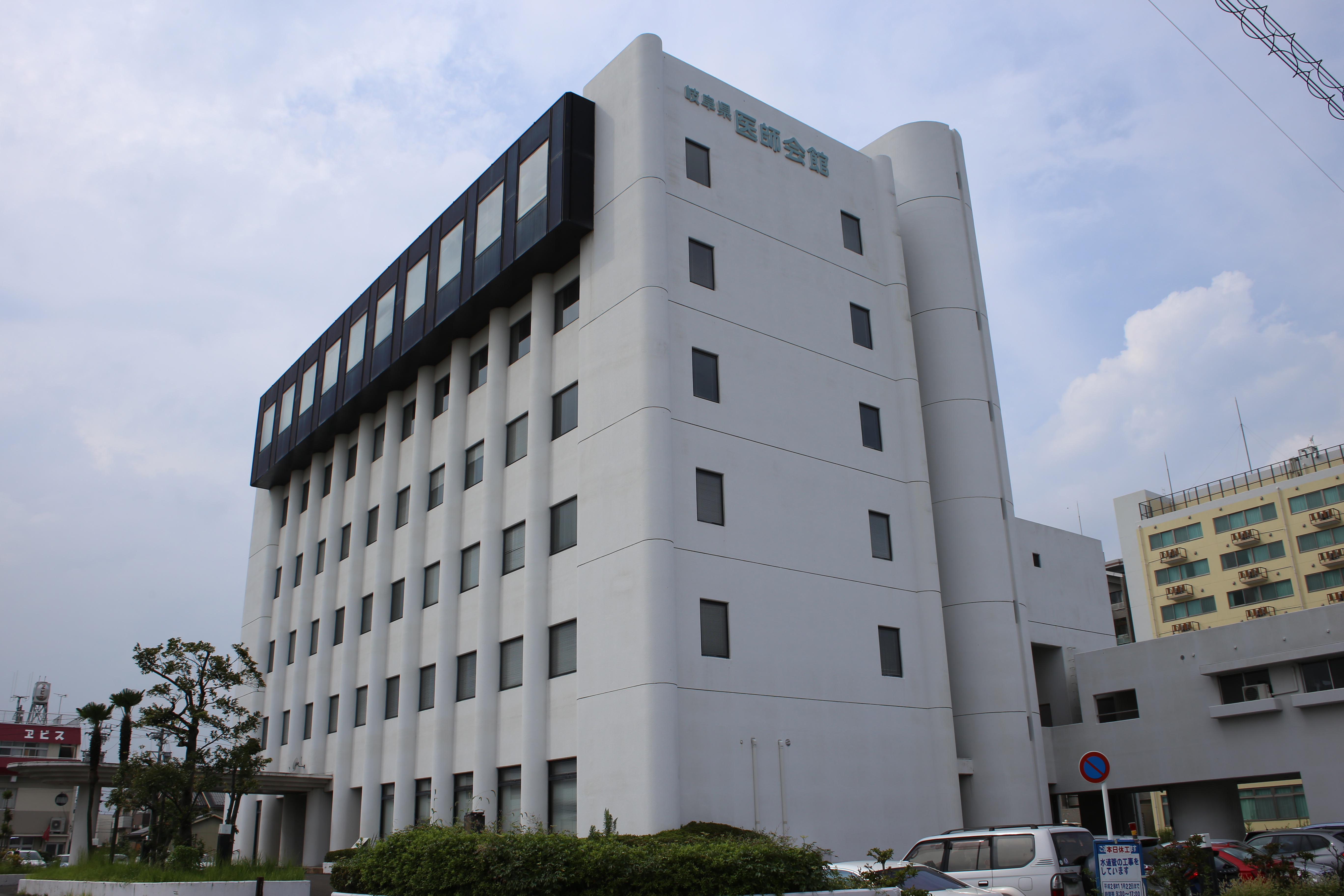
本部が所在する岐阜県医師会館（2016年9月）

一般社団法人岐阜県医師会（いっぱんしゃだんほうじんぎふけんいしかい、Gifu Pref. Medical Association）は、岐阜県の医師を会員とする法人。
1947年11月1日、岐阜県内の医師をもって構成、医道の昂揚、医学医術の発展普及と公衆衛生の向上を図り、社会福祉を増進することなどを目的として新制医師会として設立された。

## 本部所在地
- 岐阜県岐阜市薮田南3-5-11

## 郡市医師会
- 岐阜市医師会
- 各務原市医師会
- 羽島郡医師会
- 羽島市医師会
- もとす医師会
- 山県医師会
- 大垣市医師会
- 海津市医師会
- 養老郡医師会
- 不破郡医師会
- 安八郡医師会
- 揖斐郡医師会
- 武儀医師会
- 加茂医師会
- 多治見市医師会
- 土岐医師会
- 高山市医師会
- 下呂市医師会
- 飛騨市医師会
- 恵那医師会